# Cephalopholis polyspila
Cephalopholis polyspila là một loài cá biển thuộc chi Cephalopholis trong họ Cá mú. Loài này được mô tả lần đầu tiên vào năm 2000.

## Từ nguyên
Từ định danh được ghép bởi hai âm tiết trong tiếng Hy Lạp cổ đại: polús (πολύς; "nhiều") và spílos (σπίλος; "đốm"), hàm ý đề cập đến các đốm nhỏ màu xanh lam phủ khắp đầu, thân và vây ở loài cá này.

## Phạm vi phân bố và môi trường sống
C. polyspila có phân bố giới hạn ở biển Andaman, bao gồm quần đảo Andaman (Ấn Độ), quần đảo Mergui (Myanmar), bờ biển tỉnh Phuket và quần đảo Similan (Thái Lan), phía nam đến bờ tây đảo Sumatra (Indonesia).
C. polyspila sống ở môi trường rạn san hô có nền đá vụn, độ sâu khoảng từ 3 đến 30 m.

## Mô tả
Chiều dài cơ thể lớn nhất được ghi nhận ở C. polyspila là 18,8 cm. Loài này có màu nâu với các dải sọc nhạt hơn ở thân sau. Cơ thể và các vây phủ đầy các chấm màu xanh óng.
Số gai ở vây lưng: 9; Số tia vây ở vây lưng: 15–16; Số gai ở vây hậu môn: 3; Số tia vây ở vây hậu môn: 8.

## Thương mại
C. polyspila được đánh bắt ngẫu nhiên chủ yếu trong nghề cá tự do, và cũng có thể được bán trong ngành thương mại cá cảnh.